# Avortement au Suriname
L'avortement au Suriname n'est autorisé par la loi que s'il est destiné à sauver la vie de la femme enceinte. La loi prévoit que si la santé mentale ou physique de la femme est en danger, elle peut alors envisager l'interruption de grossesse. En général, cependant, l'avortement illégal est souvent toléré au Suriname.

## Législation en vigueur
Les mesures prévues dans la législation surinamaise à cet égard sont de trois ans de prison au maximum pour une femme qui avorte délibérément et de quatre ans et demi au maximum pour la personne qui le pratique. Cette dernière peine peut courir jusqu'à douze ans si la personne provoque l'avortement contre la volonté de la femme.

## Pratique
Les avortements au Suriname se pratiquent généralement par curetage. Au Suriname, plusieurs cliniques et organisations de femmes sont actives dans le domaine de l'avortement. Cependant, de nombreuses cliniques illégales, ou en dehors de la pratique formelle par des gynécologues, effectuent des avortements. Il existe également un commerce du médicament Cytotec, qui comporte un risque de complications potentiellement mortelles. Ce remède est en fait destiné à protéger la muqueuse de l'estomac lors d'un ulcère. Chaque année, cinq cents femmes en moyenne se retrouvent à l'hôpital universitaire de Paramaribo avec une grossesse avortée, dont soixante-dix pour cent à la suite d'un essai mettant en péril leur santé.

## Contexte
Vers 2016, le nombre d'avortement pratiqués est d'environ 10 000, soit autant que de naissances annuelles. Ceux-ci surviennent dans des contextes favorisant l'interruption de grossesse : à la suite d'un viol, d'inceste, d'adultère, de circonstance sociale ou de trop grande jeunesse. Le nombre relativement élevé de grossesse est attribué au manque et au coût des contraceptifs. En conséquence, les grossesses adolescentes  sont également courantes au Suriname. Entre 2010 et 2015, le taux de natalité est de 35 pour 1 000 adolescents. A titre de comparaison, ce nombre est de 4 à 6 en Belgique et aux Pays-Bas, où l'avortement est autorisé pour la santé physique et psychologique des femmes.